# Xavier Legrand
Xavier Legrand (Melun, 28 de março 1979) é um ator, roteirista e cineasta francês.
Legrand foi indicado ao Oscar de Melhor Curta-Metragem ao Vivo para o filme de 2013 Avant que de tout perdre (Antes de perder tudo). Seu primeiro longa-metragem Custódia está em competição na 74ª Mostra de Veneza.

## Filmografia

### Como roteirista
- Avant que de tout perdre (2012)
- Jusqu'à la garde (2017)

### Como ator

#### Cinema
- 2005 : Les Amants réguliers, longa metragem de Philippe Garrel
- 2006 : Point de Fuite, curta metragem de Nicolàs Lasnibat
- 2009 : La Ligne de Fuite, curta metragem d'Alexandre Zeff
- 2009 : L'Endroit Idéal, curta metragem de Brigitte Sy
- 2010 : Les Mains libres, longa metragem de Brigitte Sy
- 2016 : Un soir de Mars, curta metragem de Joseph Minster

#### Televisão
- 2010 : Camus, telefilme de Laurent Jaoui
- 2012 : Tiger Lily, 4 femmes dans la vie, série televisiva de Benoît Cohen
- 2016 : Blaise, série de Dimitri Planchon
- 2017 : L'Utopie des images de la Révolution russe documentário de Emmanuel Hamon
- 2018 : Marius Petipa, le maître français du ballet russe, documentário de Denis Sneguirev